# Mönchsturm (Berlin)

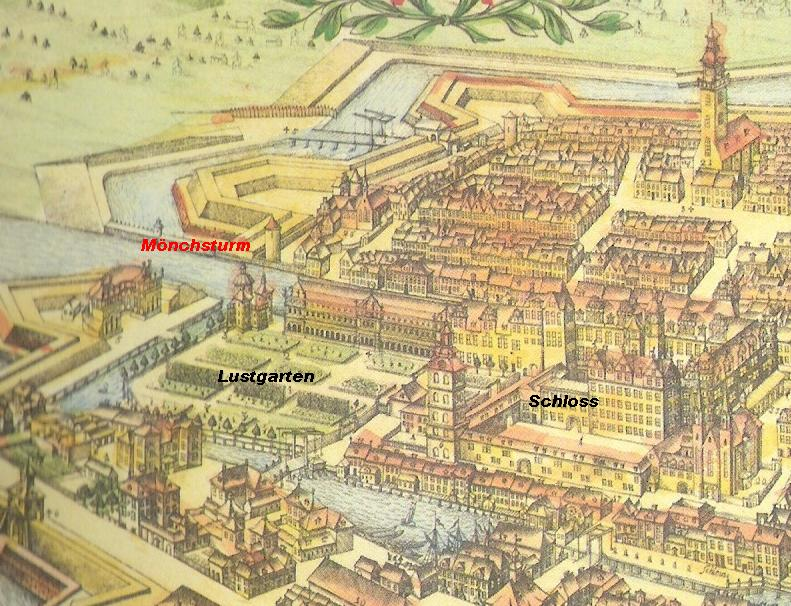
Ansicht der Festung Berlin mit dem Mönchsturm, 1688. Ausschnitt aus der Berlin-Ansicht von Johann Bernhard Schultz.

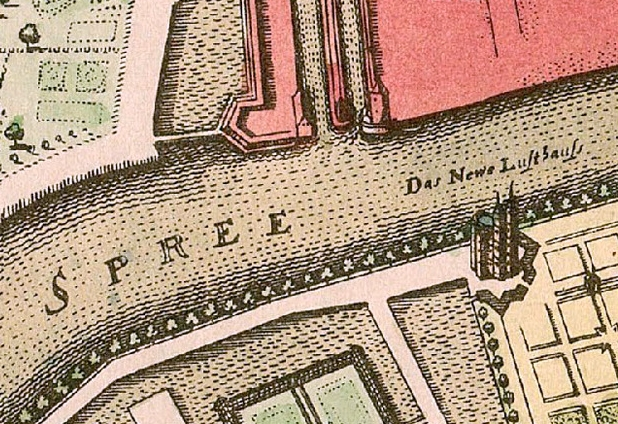
Mönchsturm an der Einmündung des Wassergrabens vor der Berliner Stadtmauer in die Spree, schräg gegenüber dem Neuen Lusthaus, Ausschnitt aus dem Memhardt-Plan.

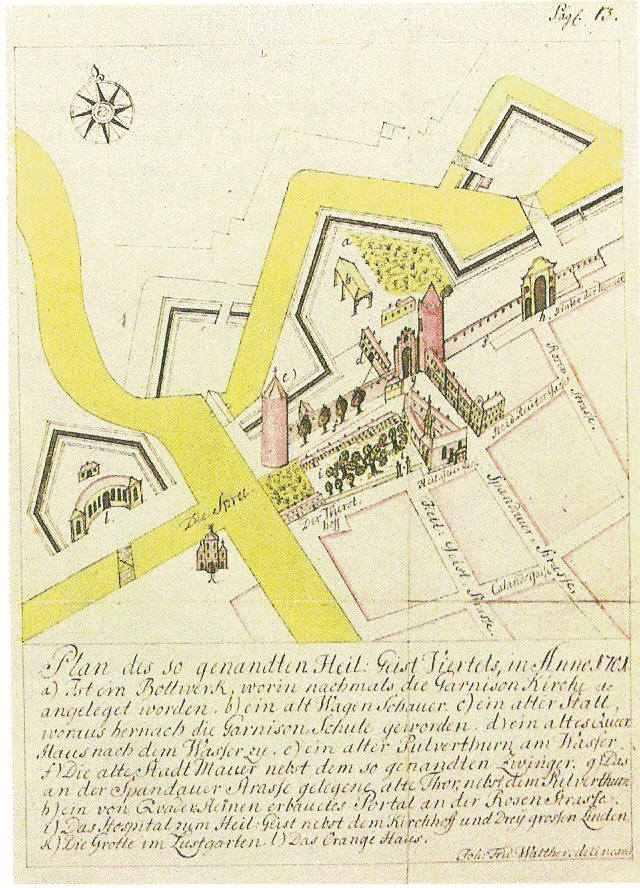
Der Mönchsturm wurde nach 1704 abgetragen, um für den Bau von Wohnhäusern Platz zu machen. Graphik: Johann Friedrich Walther, Georg Paul Busch.

Der Mönchsturm in Berlin war ein Teil der mittelalterlichen Stadtbefestigung der Doppelstadt Berlin-Kölln. Er erhob sich am östlichen Ufer der Spree an der Mündung des alten Stadtgrabens in die Spree (heute: westliches Ende der Anna-Louisa-Karsch-Straße). Der Turm, der auf verschiedenen älteren Berliner Stadtansichten deutlich zu erkennen ist, wurde nach 1704 abgetragen.

## Die Berliner mittelalterliche Stadtmauer
Die Doppelstadt Berlin und Kölln war seit dem 13. Jahrhundert von einer Stadtmauer umgeben. Wichtigster Beleg für die Existenz und den Verlauf der mittelalterlichen Stadtmauer war bis vor einem halben Jahrhundert der älteste bekannte Stadtplan von Berlin, der Memhardt-Plan, der die Topographie der Doppelstadt um 1650 darstellt. Er zeigt, dass die mittelalterliche Stadtmauer auf der östlichen (Berliner) Seite in einem großen Bogen vom Stralauer Tor nordwestwärts bis zur Einmündung von einem zweifachen Wassergraben umgeben war, der hinter dem Spandauer Tor in die Spree mündete. Schon die älteste Befestigung umfasste mit einer Gesamtlänge von 2,5 km beide Teile der Doppelstadt Berlin-Kölln mit ihrer Fläche von rund 70 Hektar als Ganzes: Berlin im Osten und Norden als „Berlinische Mauer“, Kölln im Süden und Südwesten als „Cöllnische Mauer“.

## Beschaffenheit der Stadtmauer
Verschiedene Ausgrabungen seit 1948 bestätigten den Verlauf und auch annähernd die häufig zitierte Beschreibung der Stadtmauer von F. Holtze aus dem Jahre 1859. Danach war die Mauer meist sechs Fuß dick (das entspricht rund 1,88 m), an einigen Stellen jedoch nur drei Fuß, mit niedrigen, zum Teil später hinzugefügten Strebepfeilern, ohne sorgfältige Fundamentierung und ohne kunstreiche Zinnenbauten. In der Mauer befanden sich in unregelmäßigen Abständen mehrere bis zu 25 m hohe Türme und etliche innen offene Halbtürme, sogenannte Weichhäuser (Wikhäuser).

## Der Mönchsturm
Im 15. Jahrhundert hatte man vor der Mauer zwei etwa 15 m breite Gräben ausgehoben, die durch einen etwa 7,50 bis 10 m breiten Erdwall getrennt waren. Der östlich und nördlich um Berlin herumführende sogenannte Berliner Stadtgraben war lediglich eine „Flutrinne von etwa 1500 Meter“, während der sogenannte Cöllnische Stadtgraben („Spreekanal“) mittels Stauschleuse vor allem der Hochwasserableitung diente (Mühlendamm).
An der nordwestlichen Einmündung des doppelten Wehrgrabens in die Spree (an der Stelle der heutigen Friedrichsbrücke nahe am früheren Standort der Berliner Börse) erhob sich der Mönchsturm, der diese Stelle sicherte. Er hatte seinen Namen von dem „Wehr“, das an dieser Stelle die Einmündung des Stadtgrabens in die Spree sperrte und das im mittelalterlichen Deutsch auch als „Mönch“ oder „Mönnig“ bezeichnet wurde. Der Mönchsturm war ein runder Turm auf stark hervortretendem Grundbau. Im Unterschied zu den ältesten Teilen der Stadtmauer, die auf Granitsteinen ruhten – war er nur auf Feldsteinmauerwerk fundamentiert und in Backstein errichtet. Dies könnte darauf hindeuten, dass er erst relativ spät, möglicherweise erst im 15. Jahrhundert erbaut wurde.
Südwestlich des Mönchsturms verlief damals durch die Spree eine Pfahlsperre, der ältere Unterbaum, bis zur Cöllner Stadtbefestigung.
Durch die Anlage der Festung Berlin durch den Großen Kurfürsten ab 1658 verlor der Mönchsturm (wie die anderen Türme der Berliner Stadtmauer) seine ursprüngliche Funktion als Wachturm. Er wurde später als Pulvermagazin genutzt. Als nach 1704 das Heiliggeistviertel in Berlin eine dichtere Wohnbebauung erhielt, wurde der Mönchsturm abgetragen.